# Kootenay-Rockies (circonscription britanno-colombienne)
Pour les articles homonymes, voir Kootenay (homonymie).
Circonscription électorale provinciale du Canada
Kootenay-Rockies (auparavant East Kootenay (2001-2009) et Kootenay East (2009-2024)) est une circonscription provinciale de la Colombie-Britannique représentée à l'Assemblée législative de la Colombie-Britannique depuis 2001.

## Géographie
En 2020, la circonscription représente la ville de Cranbrook, ainsi que les communautés de Elkford, Sparwood, Fernie, Wardner (en), Elko (en), Moyie et Tochty.

## Liste des députés
| Législature                                     | Années                                          | Député                                          | Député                                          | Parti                                           |
| East Kootenay Circonscription issue de Kootenay | East Kootenay Circonscription issue de Kootenay | East Kootenay Circonscription issue de Kootenay | East Kootenay Circonscription issue de Kootenay | East Kootenay Circonscription issue de Kootenay |
| ----------------------------------------------- | ----------------------------------------------- | ----------------------------------------------- | ----------------------------------------------- | ----------------------------------------------- |
| 37e                                             | 2001–2005                                       |                                                 | Bill Bennett (en)                               | Libéral                                         |
| 38e                                             | 2005–2009                                       |                                                 | Bill Bennett (en)                               | Libéral                                         |
| Kootenay East                                   |                                                 |                                                 |                                                 |                                                 |
| 39e                                             | 2009–2013                                       |                                                 | Bill Bennett (en)                               | Libéral                                         |
| 40e                                             | 2013–2017                                       |                                                 | Bill Bennett (en)                               | Libéral                                         |
| 41e                                             | 2017–2020                                       |                                                 | Tom Shypitka (en)                               | Libéral                                         |
| 42e                                             | 2020–2023                                       |                                                 | Tom Shypitka (en)                               | Libéral                                         |
| 42e                                             | 2023-2024                                       |                                                 | Tom Shypitka (en)                               | United                                          |
| Kootenay-Rockies                                |                                                 |                                                 |                                                 |                                                 |
| 41e                                             | 2024–en cours                                   |                                                 | Pete Davis (en)                                 | Conservateur                                    |